# Dworszowice Pakoszowe (gromada)
Dworszowice Pakoszowe – dawna gromada, czyli najmniejsza jednostka podziału terytorialnego Polskiej Rzeczypospolitej Ludowej w latach 1954–1972.
Gromady, z gromadzkimi radami narodowymi (GRN) jako organami władzy najniższego stopnia na wsi, funkcjonowały od reformy reorganizującej administrację wiejską przeprowadzonej jesienią 1954 do momentu ich zniesienia z dniem 1 stycznia 1973, tym samym wypierając organizację gminną w latach 1954–1972.
Gromadę Dworszowice Pakoszowe siedzibą GRN w Dworszowicach Pakoszowych utworzono – jako jedną z 8759 gromad na obszarze Polski – w powiecie radomszczańskim w woj. łódzkim, na mocy uchwały nr 36/54 WRN w Łodzi z dnia 4 października 1954. W skład jednostki weszły obszary dotychczasowych gromad Dworszowice Pakoszowe, Antonina i Skąpa ze zniesionej gminy Zamoście w tymże powiecie. Dla gromady ustalono 12 członków gromadzkiej rady narodowej.
1 stycznia 1956 gromada weszła w skład nowo utworzonego powiatu pajęczańskiego w tymże województwie.
31 grudnia 1961 do gromady Dworszowice Pakoszowe przyłączono obszar zniesionej gromady Wistka oraz przysiółek Łężce ze zniesionej gromady Pajęczno.
Gromada przetrwała do końca 1972 roku, czyli do kolejnej reformy gminnej.